# José Linhares
José Linhares (Baturité, 28 de gener de 1886 — Caxambu, 26 de gener de 1957) va ser un advocat brasiler. Va ser president de la República durant tres mesos i cinc dies, de 29 d'octubre de 1945 a 31 de gener de 1946. Ha estat l'únic cearense president de Brasil.
Va ser nomenat jutge del Suprem Tribunal Federal, pel decret de 16 de desembre de 1937, en la vacant que hi hagué durant la jubilació d'Ataulfo de Paiva, assumint el càrrec en 24 de desembre. Va assumir la presidència del Suprem Tribunal Federal en 26 de maig de 1945, amb la jubilació d'Eduardo Espínola, en 26 de maig de 1945.
Va exercir la presidència de la república de Brasil per convocatòria de les Forces Armades, com a president del Suprem Tribunal Federal, després del suïcidi de Getúlio Vargas. Va garantir la realització de les eleccions, les més lliures fins aleshores, però va nomenar gran nombre de parents per a càrrecs públics, el que enfosquí la seva imatge.